# 遷移金属アルキン錯体
有機金属化学において遷移金属アルキン錯体（英語: transition metal alkyne complex）とは、1個以上のアルキン配位子を持つ錯体化合物である。このような化合物は、アルキンを他の有機化合物に変換する多くの触媒反応の中間体である（例：水素化とアルキン三量化）。

## 合成
遷移金属アルキン錯体の多くはアルキンによって不安定な配位子が置換されることにより形成する。例えば、アルキンとジコバルトオクタカルボニルとの反応により様々なコバルトアルキン錯体が生成する。
Co
2(CO)
8  +  R
2C
2   →   (R
2C
2)Co
2(CO)
6  +  2 CO
多くのアルキン錯体は金属ハロゲン化物の還元反応で合成される。
Cp2TiCl2 + Mg + Me3SiC≡CSiMe3 → Cp2Ti[(CSiMe3)2] + MgCl2

## 構造と結合

様々な金属アルキン錯体の構造

アルキンの遷移金属への配位は、アルケンの配位と同様である。この結合は、デュワー・チャット・ダンカンソンモデルによって説明される。錯体が形成するとC-C結合が伸長し、アルキニル炭素が180度から曲がる。例えば、フェニルプロピン錯体 Pt(PPh3)2(MeC2Ph) では、C-C間の距離は1.277(25) Åであるのに対し、典型的なアルキンでは1.20 Åである。C-C-Cの角度は錯体形成により直線から40度曲がる。シクロヘプチンやシクロオクチンなどの歪んだアルキンは錯体形成によって屈曲が引き起こされるため、錯体形成によって安定化される。
アルキンのC≡C振動はIRスペクトルの 2300 cm−1 付近で発生する。これは錯体形成により1800 cm−1へシフトし、C-C結合が弱くなっていることを示している。

### 単金属中心へのη2-配位
アルキンは単金属原子に横から結合すると通常は二電子供与体として機能する。Cp2Ti(C2R2) などの初期遷移金属錯体では、アルキンのπ*反結合性軌道の1つに強力な逆供与が示される。この錯体は、Ti(IV) のメタラシクロプロペン誘導体として記述される。後期遷移金属錯体、例えばPt(PPh3)2(MeC2Ph)の場合、逆供与はあまり顕著ではなく、錯体の酸化状態は0となる。
いくつかの錯体では、アルキンは4電子供与体に分類される。このような場合、π電子ペアの両方が金属に供与される。この結合は、W(CO)(R2C2)3型の錯体で初めて示唆された。

### 二金属中心へのη2, η2-架橋配位
アルキンには2つのπ結合があるため、アルキンは2個の金属中心を架橋する安定錯体を作ることができる。アルキンは計4個の電子を供与し、2個の電子がそれぞれの金属に供与される。この結合スキームを持つ錯体の例としては、η2-ジフェニルアセチレン-(ヘキサカルボニル)ジコバルト(0)がある。

### ベンザイン錯体
遷移金属ベンザイン錯体はアルキン錯体の特殊なケースであり、遊離ベンザインは金属の非存在下では不安定である。

## 応用
金属アルキン錯体は、アルキンをアルケンに半水素化するときの中間体である。
C2R2 + H2 → cis-C2R2H2
この変換は製油所で大規模に行われており、エチレンを生成する際に意図せずアセチレンが生成される。また、ファインケミカルの合成にも有用である。半水素化により、シス-アルケンが得られる。
また、金属アルキン錯体は金属触媒によるアルキン三量化および四量化の中間体でもある。シクロオクタテトラエンは金属アルケン錯体を中間体としてアセチレンから合成される。この反応は置換ピリジンの合成にも応用される。
ポーソン・カンド反応は、コバルト-アルキン錯体を中間体としてシクロペンテノンへのルートを提供する。
アクリル酸はかつてアセチレンのヒドロカルボキシル化で合成されていた。
C2H2 +  H2O + CO → H2C=CHCO2H
石炭系原料（アセチレン）から石油系原料（オレフィン類）への転換に伴い、アルキンを用いた触媒反応は工業的にあまり行われない。
ポリアセチレンは、アルキン錯体を含む金属触媒を用いて製造される。

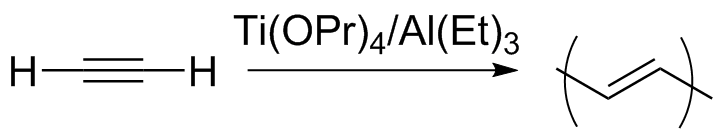
チーグラー・ナッタ触媒にヒントを得たチタン触媒によるアセチレンの重合